# Ferran Martínez i Garriga
|  | Aquest article tracta sobre el jugador de bàsquet català. Si cerqueu el polític valencià, vegeu «Ferran Martínez Castellano». |

Ferran Martínez i Garriga (Barcelona, 25 d'abril de 1968) és un exjugador de bàsquet català. Va començar a jugar al Col·legi Mireia de Montgat i després va passar al FC Barcelona, amb el qual, només amb 17 anys, va debutar a la Lliga ACB.
Amb els seus 2,13 m d'altura, i dotat d'un gran talent, va ser un dels pivots més determinants d'Europa durant els seus 15 anys de professional, entre 1985 i el 2000. Va guanyar set campionats de la Lliga ACB, un rècord que compartia amb Andrés Jiménez, fins que el 2014 fou superat per Juan Carlos Navarro. Va ser nomenat millor jugador europeu de la Lliga Grega 1997-1998. Va ser un pivot pioner, que va marcar un abans i un després en el bàsquet espanyol, entre el model de pivot lent com Fernando Romay i l'aler pivot ràpid com Pau Gasol.

## Equips en els quals va jugar
- FC Barcelona (1985-1988)
- RCD Espanyol (1988-1989)
- FC Barcelona (1989-1990)
- Club Joventut de Badalona (1990-1994)
- FC Barcelona (1994-1996)
- Panathinaikos Atenes (1996-1998)
- Peristeri Atenes (1998-1999)
- Joventut de Badalona (1999-2000)

## Palmarès
És el jugador que més títols de la Lliga ACB ha conquerit (7) i també el qual més finals ha disputat (9). És l'únic jugador a Europa que posseeix tots els títols continentals (8 Lligues, 2 Copes, Intercontinental, Eurolliga, Korac i Recopa). Va ser el màxim encistellador i rebotador de la final de l'Eurolliga que va guanyar amb el Joventut de Badalona l'any 1994 en la recordada final del triple de Corny Thompson.
El palmarès que va assolir és:
- 1 Eurolliga (1994) amb el Club Joventut de Badalona.
- 7 Lliga ACB: 
  - 5 amb el FC Barcelona (1987, 1988, 1990, 1995 i 1996).
  - 2 amb el Club Joventut de Badalona (1991 i 1992).
- 2 Copa del Rei de Bàsquet (1987 i 1988) amb el FC Barcelona.
- 1 Recopa d'Europa de bàsquet (1986) amb el FC Barcelona.
- 1 Copa Korac (1987) amb el FC Barcelona.
- 1 Mundial de clubs de bàsquet (1985) amb el FC Barcelona.
- Copa Príncep d'Astúries (1988: FC Barcelona; 1991: Joventut Badalona)
- Lliga catalana (1986: FC Barcelona; 1991 i 1992: Joventut Badalona)
- 1 Lliga grega de bàsquet, amb el Panathinaikos.

## Selecció espanyola
Va participar en 156 partits de la selecció espanyola, entre 1987 i 1997, estant present en totes les grans competicions excepte en les celebrades els anys 1991 i 1992 a causa d'una lesió i d'una controvertida decisió del seleccionador espanyols que el va deixar fora dels Jocs Olímpics del 1992 a Barcelona. Així, va participar en uns Jocs (Seül'88), dos Mundials de Bàsquet (1990 i 1994) i cinc Eurobasket (1987, 1989, 1993, 1995 i 1997).

## Professió actual
És president de la filial del Banc de Sabadell, BS Sports & Entertainment, dedicada a gestionar les finances dels esportistes d'elit i artistes de l'espectacle a partir del moment de grans ingressos.